# Pseudotolithus senegallus
Pseudotolithus senegallus es una especie de pez de la familia Sciaenidae en el orden de los Perciformes.

## Morfología
• Los machos pueden llegar alcanzar los 230 cm de longitud total y 12,5 kg de peso.

## Alimentación
Come peces pequeños y crustáceos.

## Hábitat
Es un pez de clima tropical (16°N-17°S) y demersal que vive entre 0-150 m de profundidad.

## Distribución geográfica
Se encuentra en el  Atlántico oriental: desde Mauritania hasta Angola.

## Uso comercial
Su carne es muy apreciada y es pescada por pescadores artesanales.

## Observaciones
Es inofensivo para los humanos.